# CD
För andra betydelser, se CD (olika betydelser).

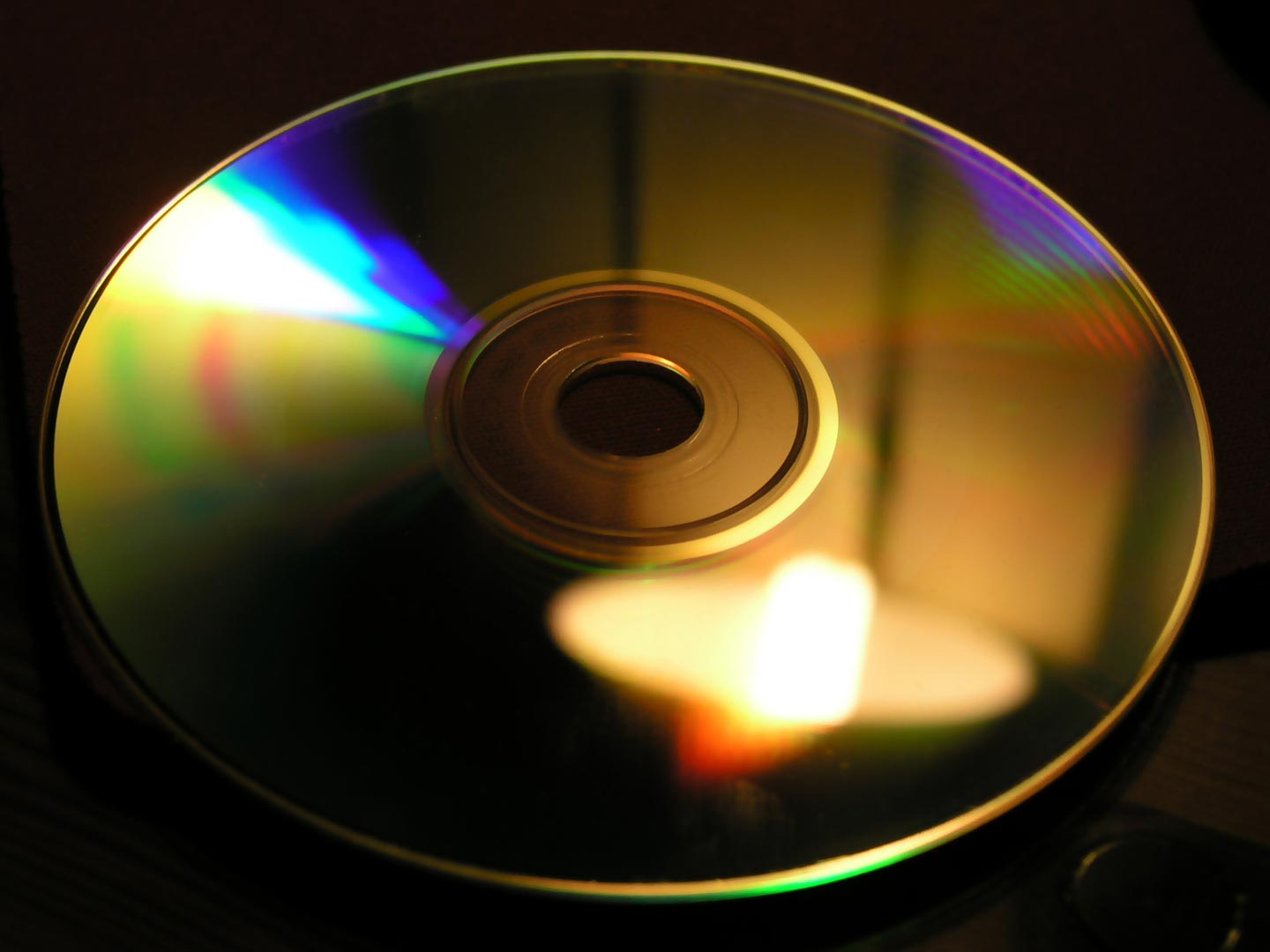
En CD

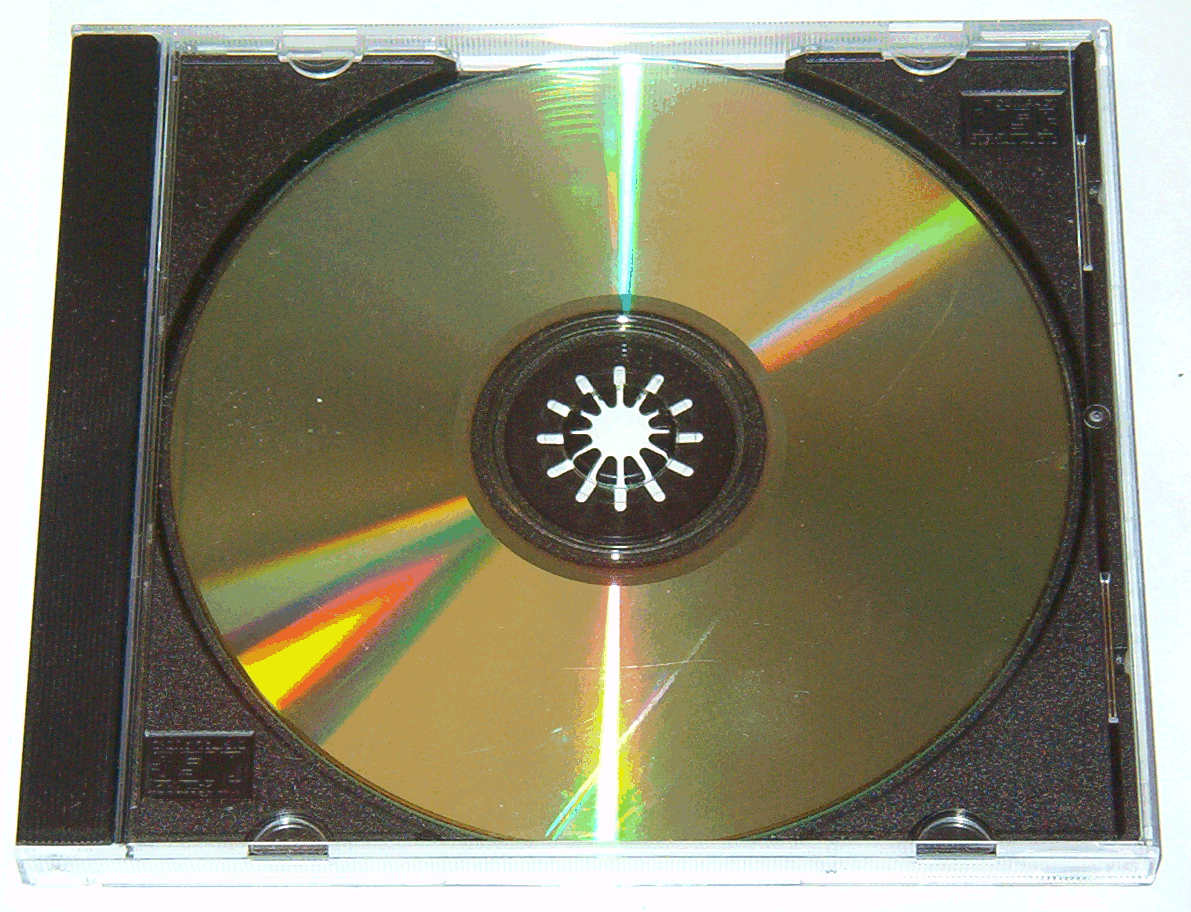
En CD i den vanligaste typen av fodral, ett så kallat Jewelcase

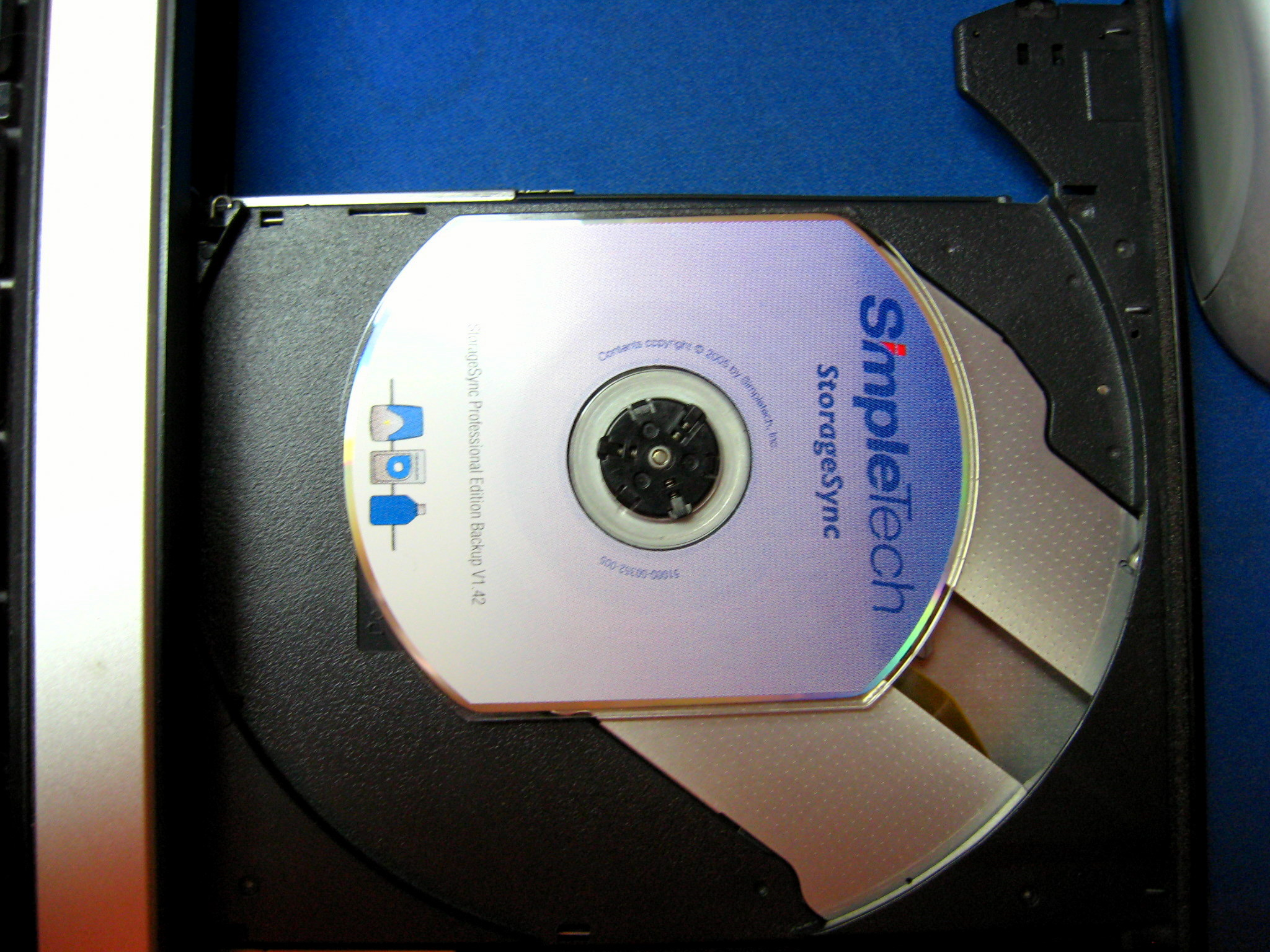
CD i visitkortsformat

CD (av en. Compact Disc, 'kompaktskiva') är ett optiskt lagringsmedium där informationen är mekaniskt lagrad i form av gropar med varierande längd, längs cirkulära spår, vilka avläses med en laser. Lasern känner av ojämnheterna i den reflekterande ytan och omvandlar dessa till en digital signal vilken i sin tur avkodas och omvandlas till data. En CD-skiva är 12 cm i diameter.
Beteckningen CD syftar oftast på vanliga ljudskivor (fonogram) som följer standarden CDDA. Andra standarder är CD+G (ljud-CD med grafik), CD-MIDI (ljud-CD med MIDI-spår), CD-i (interaktiv CD) och VCD (video-CD, vilket inte är samma sak som DVD, även om de flesta DVD-spelare även kan spela VCD).
CD-skivor används också som lagringsmedium för distribution av datorprogram samt som medium för säkerhetskopiering. För detta ändamål används också mindre CD-skivor (8 cm eller CD:ar i ännu mindre visitkortsformat). CD-skivor ersatte tillsammans med DVD och flashbaserade minnen den på 1980- och 1990-talet vanliga disketten, för att på 2010-talet själv ersättas med digitala överföringar och nerladdningar. 

## Historia
CD:ns kommersiella historia tog sin början under tidigt 1980-tal, men redan i slutet av 1960-talet började holländska Philips och japanska NHK på var sitt håll utveckla digitala metoder att lagra ljud. År 1970 tog Philips fram en prototyp på en glasskiva som kunde avläsas av en laser. Det dröjde dock till 1977 innan de första digitala ljudskivorna kunde visas upp för allmänheten i Japan av tillverkarna Hitachi, Sony och Mitsubishi. Följande år demonstrerade ett trettiotal olika tillverkare upp sina olika prototyper på en ljudmässa i Tokyo och Philips föreslog att man måste enas om en gemensam standard innan systemet lanserades. I slutet av 1978 hade man kommit överens om skivans storlek (12 centimenter/5 tum med utrymme för 74 minuter), typ av laser för avläsning och i vilken riktning datan på skivan skulle avkodas: inifrån och ut. Philips bjöd även in japanska Sony för att förfina tekniken i ett samarbete innan CD slutligen lanserades.
Kommersiella musik-CD lanserades i början av 1980-talet, till en början i liten skala men vid mitten av decenniet tog försäljningen fart. År 1988 blev försäljningen av CD större än vinylskivor och 1991 såldes det fler CD-skivor än kassettband. Det lanserades också en mindre skiva med en diameter på 8 cm, och som var avsedd att användas till musiksinglar. Användningen fick dock begränsad framgång. I USA och Europa slog den aldrig igenom, men i Japan var den under ett tag framgångsrik. Där såldes även bärbara, små CD-spelare som endast kunde spela 8 cm-skivor. CD introducerades i USA den 1 oktober 1982. I början av 1990-talet kom även inspelningsbara CD-R-skivor. Med internets framväxt och innovationer som mp3-spelare, ipod och senare musikströmning har intresset för CD-skivor minskat kraftigt under 2000-talet. År 2005 sålde Itunes fler digitala nedladdningar än vad två av de största amerikanska butikskedjorna sålde CD-skivor, vilket ansågs vara början på slutet för CD-skivan i kommersiella sammanhang. År 2014 sjönk försäljningen av CD för första gången lägre än intäkterna för musikströmning. I juli 2018 slutade den stora affärskedjan Best Buy att sälja CD-skivor i USA.

## Olika sorters skivor
- CD-ROM (”Compact Disc-Read Only Memory”) kallas skivor som levereras tryckta med data, ofta benämnt "CD-pressning"[5] Denna benämning syftar oftast på cd med program till datorer och sällan på musikskivor och liknande.
- CD-R (”Compact Disc-Recordable”) kallas skrivbara skivor som man kan lagra information på med en så kallad "brännare" eller CD-skrivare. Data lagras på skivan med en kraftigare laser som bränner informationen i skivan genom att ett bläcklager påverkas av laserstrålen. Informationen kan sedan läsas av en normal CD-ROM-enhet, till exempel den i en vanlig stereoanläggning.
- CD-RW (”Compact Disc-ReWriteable”) är en benämning på skivor vars innehåll kan raderas varefter ny data kan skrivas. De flesta CD-ROM-enheter kan läsa dessa skivor sedan de fyllts med data men endast en CD-RW-enhet kan lagra och radera dessa skivor. På en CD-RW lagras och raderas information genom att lasern påverkar tillståndet för lagringslagret så att det antingen är i kristallint eller amorft tillstånd.

## Lagringskapacitet på skivor
När man mäter lagringskapaciteten hos CD-skivor brukar man ofta uttrycka det i hur många minuter ljud som kan lagras i ljudspår på skivorna i CDDA-formatet.

### CD-Audio
CD-Audio (CDDA) medger flera längder: den ursprungliga typen rymmer 74 minuter, men det finns numera även 80- och 90-minutersskivor. Längden står i relation till hur många sektorer skivan rymmer. En vanlig 74-minuters CD innehåller 333 000 sektorer. Varje sektor innehåller 2 352 byte ljuddata vilket innebär att en sådan cd rymmer cirka 747 megabyte. Datan lagras sampel för sampel, 44 100 sampel à 4 byte per sekund. En del av kapaciteten reserveras för felkorrigerande kod, teknisk information för CD-läsaren, innehållsförteckning med mera.
"Mp3-skivor" är tekniskt sett dataskivor, inte audioskivor. Musiken lagras som datafiler i skivans filsystem. Eftersom ljuddatan lagras i komprimerad form i filerna ryms mer musik på skivan, men läsaren måste ha processor- och minneskapacitet att avkoda datan.

### CD-ROM mode 1
Har man ett dataspår (mode 1) på CD:n så används mer av skivan till felkorrigerande kod (ECC). Varje sektor rymmer då endast 2 048 byte data. I mode 1 rymmer 74-, 80- och 90-minutersskivor, beroende på antal sektorer, vardera 650, 700 respektive 790 (≈800) MiB data (i detta sammanhang avser man i allmänhet mebibyte också då man använder beteckningen MB).

### CD-ROM mode 2
Det tredje vanliga spåret på skivor är mode 2, som används av formatet VCD och av olika spelkonsoler. Dessa spår innehåller mindre information för feltolerans än mode 1 och rymmer 2 336 byte per sektor, vilket ger 742 mebibyte med 333 000 sektorer – alltså nästan lika mycket som CD-Audio.

## Läs/skrivhastighet på CD-skivor
En CD-läsares hastighet brukar mätas i Nx (1x, 4x, 52x och så vidare) där högre N innebär högre hastighet. 1x är den hastighet som en skiva roterar i ( och därmed data läses) när man spelar upp ljud från ljudspår i realtid, och motsvarar cirka 150 kilobyte per sekund. En vanlig musik-CD-spelare läser följaktligen i 1x. Beteckningarna 4x och 52x motsvarar 4 respektive 52 gånger denna hastighet. Det är då frågan om teoretisk maximal hastighet; hastigheten anpassas så att felen vid läsning inte blir för många.
En CD-brännare som skriver i 1x skulle behöva 74 minuter för att bränna en hel skiva och en 4x-brännare knappa 20 minuter. Emellertid tar det i praktiken något längre tid, eftersom det tillkommer tid för att göra förberedande och avslutande operationer under en skrivning, så kallad lead-in och lead-out.
Många CD-spelare i datorer läser skivor med konstant rotationshastighet (antal varv per minut). En ljud-CD läses däremot med konstant bithastighet, vilket innebär att konstant sträcka per tidsenhet passerar läshuvudet och skivan snurrar fler varv per minut när man läser längst in än när man läser längst ut. Det bidrar också till att hastighetsangivelser som Nx inte är helt exakta.

## Läs- och skrivenheter
Många tidiga CD-enheter för datorer kopplades via ljudkortet, med tillverkarspecifika protokoll, men också ATA- och SCSI-gränssnitt användes, det senare främst för Macintosh-datorer. Då hårddiskarna började anslutas med S-ATA gjordes även detsamma med CD-enheterna. Datorer tillverkade under 2020-talet saknar alltsomoftast CD- eller DVD-spelare/brännare och har då istället främst USB-minnen som flyttbar media. Detta då de allt omodernare och skrymmande CD-spelarna tar plats i chassit som istället kan användas till att göra bland annat bärbara datorer tunnare men även för att ge stationära datorer mer utrymme för andra enheter och även extra kylning hos speldatorer. Om man önskar använda CD-/DVD-spelare i modernare datorer finns oftast externa sådana som kan anslutas via USB-portarna. På äldre datorer fanns även eSATA, Firewire och externa SCSI-anslutningar.

## Avfallshantering
CD-skivor sopsorteras som restavfall, hushållssopor eller brännbart beroende på lokala bestämmelser. Fodralet räknas som en förvaringsask och inte en förpackning. Vanligen sorteras det som CD-skivan, men lokala avvikelser kan förekomma.